# Херкул (филм из 1997)
Херкул (енгл. Hercules) је амерички анимирани филм компаније Волт Дизни из 1997. године инспирисан грчким митовима о Хераклеу, сину врховног бога Зевса. Српску синхронизацију је 2009. године за РТС 1 радио студио Лаудворкс.

## Улоге
| Улога               | Енглески глас                           | Српски глас             |
| ------------------- | --------------------------------------- | ----------------------- |
| Херкул (млади)      | Џош Китон (дијалози) Роџер Барт (песме) | Дубравко Јовановић      |
| Херкул (одрасли)    | Тејт Донован                            | Дубравко Јовановић      |
| Филоктет            | Дени Девито                             | Слободан Нинковић       |
| Хад                 | Џејмс Вудс                              | Бојан Жировић           |
| Мегара              | Сузан Еган                              | Софија Јуричан          |
| Бол                 | Бобкет Голдвејт                         | Младен Андрејевић       |
| Паника              | Мет Фрувер                              | Бранислав Зеремски      |
| Зевс                | Рип Торн                                | Феђа Стојановић         |
| Хера                | Саманта Егар                            | Валентина Павличић      |
| Алкмена             | Барбара Бери                            | Мариана Аранђеловић     |
| Амфитрион           | Хал Холбрук                             | Бранислав Платиша       |
| Хермес              | Пол Шефер                               | Милош Ђуричић           |
| Клота               | Аманда Палмер                           | Јелена Стојиљковић      |
| Лахеса              | Карол Шели                              | Андријана Оливерић      |
| Атропа              | Педи Едвардс                            | Мариана Аранђеловић     |
| Приповедач          | Чарлтон Хестон                          | Бранислав Платиша       |
| Киклоп              | Патрик Пини                             | Радован Вујовић         |
| Калиопи             | Лилиас Вајт                             | Андријана Оливерић      |
| Клио                | Ванеса Томас                            | /                       |
| Мелпомена           | Шерл Фримен                             | /                       |
| Терпсикора          | Лашанс                                  | Јелена Стојиљковић      |
| Талија              | Роз Рајан                               | Мариана Аранђеловић     |
| Несус               | Џим Камингс                             | Радован Вујовић         |
| Изгорели човек      | Кори Буртон                             | Марко Марковић          |
| Високи Тебљанин     | Џим Камингс                             | Радован Вујовић         |
| Стари Тебљанин      | Џим Камингс                             | Бранислав Платиша       |
| Жена са земљотресом | Мери Кеј Бергман                        | Мариана Аранђеловић     |
| Крупна жена         | Кетлин Фримен                           | Јелена Стојиљковић      |
| Смеђокоси дечак     | Баг Хол                                 | Јелена Ђорђевић Поповић |
| Плавокоси дечак     | Келен Хатавеј                           | Марко Марковић          |
| Деметрије           | Вејн Најт                               | Милош Ђуричић           |
| Ификле              | Арон Мајкл Мечик                        | Марко Марковић          |